# Messier 94
A Messier 94 (más néven M94 vagy NGC 4736) spirálgalaxis a Canes Venatici (Vadászebek) csillagképben.

## Felfedezése
Az M94 galaxist Pierre Méchain fedezte fel 1781. március 22-én. Charles Messier 1781. március 24-én katalogizálta.

## Tudományos adatok
Magnitúdó: 7m,9 

Méret: 11'x9'

## Megfigyelési lehetőség
A galaxis megfigyeléséhez nagy nyílású távcső szükséges. Az objektum nagy, az alakja szabálytalanul kerek. A középpontja felé egyre jobban fényesedik. Megfigyelhető a középpontból induló nyúlvány, amely valószínűleg egy spirálkar darabja.